# Celtic Cup 2008 (Hockey)
Der Celtic Cup ist ein Feldhockeyturnier für Herren- und Damennationalmannschaften. 2008 fanden das achte Damen- und das neunte Herrenturnier statt. Die Turniere fanden vom 4. bis 6. Juli in Cork, Irland statt. Bei den Damen gewannen die Schottinnen zum dritten Mal. Turniersieger bei den Herren wurde Irland.

## Männer

### Teilnehmer
- Frankreich
- Irland
- Schottland
- Wales

| Datum – Uhrzeit | Team 1     | Team 2     | Ergebnis |
| --------------- | ---------- | ---------- | -------- |
| 4. Juli         | Schottland | Wales      | 1:3      |
|                 | Frankreich | Irland     | 0:5      |
| 5. Juli         | Irland     | Schottland | 2:2      |
|                 | Wales      | Frankreich | 4:5      |
| 6. Juli         | Schottland | Frankreich | 1:0      |
|                 | Irland     | Wales      | 3:1      |

Tabelle
| Rang | Land       | Spiele | Tore | Differenz | Punkte |
| ---- | ---------- | ------ | ---- | --------- | ------ |
| 1    | Irland     | 3      | 10:1 | +9        | 7      |
| 2    | Schottland | 3      | 4:5  | −1        | 4      |
|      | Wales      | 3      | 8:9  | −1        | 3      |
| 4    | Frankreich | 3      | 5:10 | −5        | 3      |

## Frauen

### Teilnehmer
- Frankreich
- Irland
- Schottland
- Wales

| Datum – Uhrzeit | Team 1     | Team 2     | Ergebnis |
| --------------- | ---------- | ---------- | -------- |
| 4. Juli         | Schottland | Wales      | 1:0      |
|                 | Frankreich | Irland     | 1:3      |
| 5. Juli         | Schottland | Irland     | 1:1      |
|                 | Wales      | Frankreich | 4:2      |
| 6. Juli         | Schottland | Frankreich | 10:2     |
|                 | Irland     | Wales      | 3:1      |

Tabelle
| Rang | Land       | Spiele | Tore | Differenz | Punkte |
| ---- | ---------- | ------ | ---- | --------- | ------ |
| 1    | Schottland | 3      | 12:3 | +9        | 7      |
| 2    | Irland     | 3      | 7:3  | +4        | 7      |
| 3    | Wales      | 3      | 5:6  | −1        | 3      |
| 4    | Frankreich | 3      | 5:17 | −12       | 0      |